# Sloten (Holanda do Norte)
Sloten (52° 20′ 31″ N, 4° 47′ 50″ L) é uma cidade dos Países Baixos, na província de Holanda do Norte. Sloten (Holanda do Norte) pertence ao município de Amsterdã, e está situada a 6 km, a oeste de the city centre.